# Kimar Farquharson
Kimar Farquharson (20 de mayo de 2001) es un deportista jamaicano que compite en atletismo, especialista en las carreras de velocidad. Ganó una medalla de plata en el Campeonato Mundial de Atletismo en Pista Cubierta de 2025, en la prueba de 4 × 400 m.

## Palmarés internacional
| Campeonato Mundial en Pista Cubierta | Campeonato Mundial en Pista Cubierta | Campeonato Mundial en Pista Cubierta | Campeonato Mundial en Pista Cubierta |
| Año                                  | Lugar                                | Medalla                              | Prueba                               |
| ------------------------------------ | ------------------------------------ | ------------------------------------ | ------------------------------------ |
| 2025                                 | Nankín (China)                       | Medalla de plata                     | 4 × 400 m                            |